# Draconyx
Draconyx (лат.) — род птицетазовых динозавров из семейства Camptosauridae, группы игуанодонтов, живших в юрском периоде (около 150,8—145,5 миллионов лет назад) на территории нынешней Европы. Окаменелости орнитопода были найдены в местности Эштремадура, Португалия. Впервые описан палеонтологами Матеушем (Mateus) и Антунешем (Antunes) в 2001 году. Представлен одним видом — Draconyx loureiroi.